# Мирослав Петковић
Мирослав Петковић (12. август 1968.) је српски политичар. Био је посланик у Народној скупштини Србије од 2004. до 2014. године, у Демократској странци Србије (ДСС). У Српску напредну странку (СНС) придружио се 2019. године и сада је помоћник градоначелника Чачка.

## Рани живот и приватна каријера
Петковић је рођен у Чачку, у тадашњој СР Србији у СФРЈ. Дипломирао је на Правном факултету Универзитета у Београду и радио у предузећу Нискоградња.

## Политичар

### Парламентарац
Петковић је на парламентарним изборима у Србији 2003. освојио четрдесет пету позицију на изборној листи ДСС-а. Листа је освојила педесет три мандата, а уврштен је у делегацију ДСС-а када је Скупштина заседала у јануару 2004. (Од 2000. до 2011. посланички мандати на изборима у Србији су се додељивали странкама или коалицијама спонзорима, а не појединачним кандидатима, а уобичајена пракса је била да се мандати додељују по бројчаном редоследу. Петковић није аутоматски добио мандат на основу своју листу, али је ипак уврштен у делегацију ДСС.) ДСС се појавио као доминантна странка у српској коалиционој влади након избора Петковић је био део њене парламентарне већине.
ДСС је на парламентарним изборима 2007. учествовала у савезу са Новом Србијом. Петковић је добио позицију на њиховој комбинованој листи и добио је мандат за други мандат када је савез освојио четрдесет седам мандата. ДСС је потом формирао нестабилну коалициону владу са ривалском Демократском странком (ДС), а Петковић је поново био присталица владе.
Изборни систем Србије реформисан је 2011. године, тако да су мандати додељени кандидатима на успешним листама по бројчаном реду. Петковић је добио четрнаесту позицију на листи ДСС за парламентарне изборе 2012. и поново је изабран када је листа освојила двадесет и један мандат. Српска напредна странка формирала је нову владу са социјалистима и другим странкама након избора, ДСС је наставио да служи у опозицији. Петковић је у овом периоду био потпредседник странке. Он је у децембру 2012. рекао да ће ДСС у наредној години бити део српске коалиционе владе, иако се то заправо није догодило.
Петковић се на парламентарним изборима 2014. појавио на седамнаестом месту листе ДСС; листа, овом приликом, није прешла изборни цензус да би освојила заступљеност у скупштини. Касније је добио двадесет осмо место на коалиционој листи са ДСС-ом и Дверима за парламентарне изборе 2016. и није поново изабран када је листа освојила само тринаест мандата.
Петковић је поново биран на нове мандате за потпредседника ДСС 2014. и 2017.

### Општинска политика
Петковић је такође био активан у општинској политици Чачка, укључујући и функцију заменика градоначелника Скупштине града средином 2000-их.
Постао је градоначелник чачанског градског одбора ДСС-а марту 2016. године. Странка се придружила локалном изборном савезу са Социјалистичком партијом Србије и Јединственом Србијом за наредне локалне изборе 2016; Петковић је на њиховој збирној листи добио четврту позицију и изабран је у градску скупштину када је листа освојила пет мандата. Његов мандат на овој функцији био је кратак; поднео је оставку на седници одржаној 7–8. јула 2016, након што је именован за секретара скупштине. Петковића је за ову функцију предложила владајућа напредна странка, а не ДСС, а по преузимању дужности је рекао да ће своје дужности обављати нестраначки.
Петковић и још један истакнути локални функционер ДСС-а су 2018. године искључени из странке након што су одбили да напусте своје улоге у градској влади предвођеној напредњацима. Обојица су се накнадно придружили напредњачкој странци, а Петковић је наставио да обавља функцију секретара Скупштине након локалних избора 2020. (на којима није био кандидат). Почетком 2021. године именован је за једног од три помоћника градоначелника Чачка, задуженог за друштвене делатности.